# Il gigante, il figlio e la madre
Perché la Talpa teme il Sole è un mito Agni (Costa d'Avorio) che vuole definire l'origine e il senso della morte e soprattutto delle malattie. Quindi si tratta di una storia sacra trasmessa per via orale utile anche per rinsaldare e unificare la comunità. Il mito ha la funzione primaria di descrivere come andarono i fatti all'origine della vita, quando da un caos primordiale si diffuse la vita e la morte degli esseri viventi.
Questi miti sono stati raccolti dai missionari e dagli etnologi nel periodo intermedio tra le due guerre mondiali del XX secolo, quando gli occidentali "scoprirono" gli elementi originali della cultura africana, prima che i popoli africani ricevettero le influenze europee.

## Trama
È la storia di una famiglia composta da marito, moglie e cinque figli tutti cacciatori. Tutti i cinque figli, uno dopo l'altro, si recano a caccia, uccidono una bella preda ma sono costretti a concederne una buona metà a Ewonza, il gigante «spirito della foresta». Dato che tutti e cinque rifiutano la spartizione, vengono uccisi dal gigante. La madre, preoccupata per la lunga assenza dei figli interpella Ewonza e viene a conoscenza della verità. Decide, così, di vendicarsi e riesce nell'impresa di uccidere il gigante, facendolo mangiare abbondantemente e colpendolo con degli spiedi. Dopo di che taglia il suo grande corpo in cinque pezzi per appenderli in mostra nei villaggi. Purtroppo la carne del gigante si guasta e infetta l'aria; da quel giorno si sono diffuse, per la prima volta, le malattie che provocano tanti problemi all'umanità.